# Fantastična četvorka
Fantastična četvorka jedan je od najvažnijih stripova tvrtke Marvel Comics'  strip su stvorili Stan Lee i Jack Kirby, a prvi je broj bio The Fantastic Four #1 (Studeni 1961.).
Iako su se članovi grupe povremeno mijenjali, to je bilo samo privremeno. U grupi su gotovo stalno prisutni samo ovi članovi koji su u bili izloženi kozmičkim zrakama tijekom misije u svemiru i tako dobili svoje nevjerojatne moći.
- Mr. Fantastic (Reed Richards), vođa grupe, znanstveni genij koji ima mogućnost rastezanja svog tijela na nevjerojatne duljine i oblike.
- Nevidljiva žena (Susan Richards, djevojačko prezime Storm), žena Reeda Richardsa, i druga po zapovjednom lancu u grupi. Može postati nevidljiva i stvarati nevidljive barijere raznih oblika.
- Ljudska buktinja (Johnny Storm), Susanin brat, koji se može okružiti plamenom i letjeti.
- Stvar  (Ben Grimm), njihov mrzovoljni prijatelj sa srcem od zlata. Nadljudske snage i izdržljivosti, njegova je koža čudovišna, narančasta i izgleda kao da je stvorena od ljusaka ili ploča (koje se često pogrešno nazivaju "kamenjem").

Od svojih samih početaka  — kada je grupa smjelo prikazivana kao skupina super junaka bez kostima u prva dva broja, što se kosilo s konvencijama tadašnjeg stripa — Fantastična je četvorka prikazivana kao pomalo disfunkcionalna, ali ipak obitelj puna ljubavi. Također posebno za ono vrijeme, i također protiv konvencija tadašnjeg stripa, članovi grupe bi se svađali i pa čak i gajili neprijateljstvo jedan prema drugome kroz određena razdoblja, makar bi naposljetku uvijek riješili međusobne probleme. Još je jedna stvar bila jedinstvena u tadašnjim stripovima, fantastična četvorka nije anonimna, imaju čak status slavnih osoba u očima javnosti.
Taj je strip pokrenuo oživljavanje tvrtke Marvel Comics u ranim 1960ima što je dalo tvrtki ključno mjesto u povijesti američkog stripa. Fantastična četvorka ostala je manje ili više popularna sve do danas, a bila je i prilagođena za druge medije kao što su tv-serije i filmovi.
U stripu, kojem je u broju 4 iznad naslova dodana hiperbolička izjava "The World's Greatest Comic Magazine!" (najbolji strip na svijetu), iz loga na naslovnici s brojem 16 izbačen "The", ostalo je samo Fantastic Four.

## Povijest izdavanja
Prema legendi 1961. izdavač Martin Goodman je igrao golf s ili Jackom Liebowitzom ili Irwinom Donenfeldom iz suparničke tvrke Dc Comics, koji mu se pohvalio o DC-evom uspjehu s novom grupom superheroja nazvanih Justice League of America, koja je se prvi puta pojavila u stripu The Brave and the Bold #28 (Veljača 1960.) nakon čega je dobila svoj vlastit strip u studenom 1960. Iako je filmski producent i povjesničar stripova Michael Uslan djelomično pobio ovu priču, Goodman, koji je pratio trendove u izdavaštvu, svjestan visoke prodaje stripa JLA, je uputio svog urednika za stripove Stana Leeja, da stvori strip o grupi superheroja. 1974. Lee je rekao:
Lee, koji je bio glavni urednik u Marvelu i tvrtkama iz kojih je Marvel izrastao, Timely Comics i Atlas Comics (1950tih), dva desetljeća, izjavio je:
Lee se udružio s crtačem Jackom Kirbyem da bi proizveli revolucionaran strip o obitelji superjunaka koji su imali mane i bili ljudskiji od svih likova u stripovima o superherojima u to vrijeme. Lee je napisao:
Da ne bi uznemirili DC (koji je, uz to što je bio konkurentski izdavač, bio i distributer Marvelovih stripova), Lee i Kirby namjerno su izbjegli sličnosti s njihovim stripov o superjunacima; novi su se likovi pojavili na naslovnici bez kostima i tajnih identiteta. Ono što je trebao biti Leev labuđi pjev neočekivano se prometnulo u fenomenalan uspjeh; Lee i Kirby nastavili su surađivati na stripu te su počeli izdavati i nove naslove iz kojih je izrastao Marvelov svemir međusobno povezanih stripova i likova.
Tijekom njihove poduže suradnje na tom stripu proizveli su mnogo poznate priče i likove koji su postali stalni u Marvelu, uključujući Doctora Dooma; Silver Surfera (Srebrnog letača; Galactusa;  Watchera;  Inhumanse; Black Panthera; suparničke izvanzemaljske rase Kreee i Skrulle; te Adama Warlocka. Stvorili su i Negativna zona i nestabilne molekule dva pojma koji su u samoj osnovi Marvelove mitologije. U najrevolucionarnijem, a ipak sasvim prirodnom, događaju strip Fantastic Four prikazao prvu trudnoću u stripovima o superjunacima koja je završila rođenjem prvog djeteta obitelji superjunaka, Franklina Benjamina Richardsa, u stripu Fantastic Four Annual #5 (1968.).
Nakon što je Kirby 1970. otišao iz Marvela strip Fantastic Four nastavio raditi Lee a nakon njegu su došli, Roy Thomas, Gerry Conway,  Marv Wolfman, koji su radili s crtačima kao što su John Romita, Sr., John Buscema, Rich Buckler, i George Perez, te osobom koja je dugo radila na tinti Joeom Sinottom što je pomoglo da se održi kontinuitet crteža. Jim Steranko dao je svoj doprinos kroz nekoliko naslovnica.
U 1980-ima John Byrne je pisao taj strip, njegov se rad smatra najboljim radom na tom naslovu još od radova Leeja i Kirbyja. Pridružio se ekipi koja je izrađivala je strip s brojem  #209 (Kolovoz 1979.), isprva je radio obrise olovkom koje je Sinnott završavao. Zati mje napisao dvije priče (#220-221, srpanj-kolovoz 1980.) nakon čega su naslov na deset brojeva preuzeli Doug Moench i Bill Sienkiewicz. Brojem #232 (Srpanj 1981.), koji je značajno nazvan "Back to the Basics" (Vraćanje na osnove), Byrne započinje svoj rad kao pisac, crtač, a i (isprva je pod pseudonimom Bjorn Heyn)radio je icrtavanje tintom. Njegov je ključan doprinos modernizacija lika Invisible Girl, koji se od tada naziva Invisible Woman — ona postaje samouvjeren dinamičan lik čija ju novospoznata kontrola nad svojim moćima čini najsnažnijim članom grupe.
Byrne je poduzimao smjele korake i u osobnim životima likova, Susan i Richard imali su pobačaj, Thingova dugogodišnja djevojka Alicia Masters i Johnny Storm su se zaljubili i vjenčali jedno za drugog. Rascijep koji je to unijelo među likove ostao je prisutan nekoliko godina, Thing je napustio gurpu a kao njegova zamjena dovedena je She-Hulk.
Byrnea je naslijedio pisac Steve Englehart, za čijeg su se rada na stripu Reed i Sue povukli da bi pokušali pružiti svom sinu normalno djetinjstvo. Thingova nova djevojka Sharon Ventura se pridružila grupi, kao i bivša Johnnyja Storma, Crystal. Sharon se ubrzo pretvorila u žensku verizju Thinga, a sam Thing (Stvar) je dodatno mutirao. Kada je pisac Walt Simonson preuzeo strip na godinu i pol, Crystal je otišla, Sue i Reed su se vratili, a Thing je privremeno izgubio svoje moći i vratio se u ljudski oblik.
Simonsona je slijedio Marvelov glavni urednik Tom DeFalco. DeFalco je poništio vezu Johnny Storma i Alicie Masterson pomoću retcona da je Carstvo Skrulla otelo pravu Aliciu Masters ubrzo nakon što je Bryne počeo pisati strip i zamijenilo je špijunkom koja se zvala Lyja, u koju se zatim zaljubio Johnny Storm. Kad je otkrivena, Lyja, koja se i sama zaljubila u Johnnyja, je pomogla grupi da spasi pravu Aliciu masters. Ventura je otišla iz grupe jer ju je Doctor Doom dodatno mutirao nakon što je htjhela sklopiti savez s njim kada su Thing i Alicia Masters obnovili vezu.
Ostali su ključni događaji bili odlazak Franklina Richardsa u budušnost i njegova povratka kao tinejdžera, povratak Reedovog oca koji je putnik kroz vrijeme Nathaniela, Reed je bio ubijen od strane umirućeg Doctora Dooma. Trebale su proći dvije godine da bi ih DeFalco vratio među žive otkrivajući da su njihove smrti bile samo predstava koju su postavila djeca Rachel Summers (koja je dijete članova X-Mena Jean Grey i Cyclopsaa) i Franklina Richardsa iz budućnosti.  
1996. strip Fantastic Four je otkazan s brojem #416 da bi bio ponovno pokrenut pod etiketom Heroes Reborn gdje su se njihove pustolovine prepričavale u suvremenom okruženju paralelnog svemira.
Nakon što je taj jednogošnji ekperiment završio. Naslov Fantastic Four je ponovno pokrenut 1997. Isprva ga je pisao Scott Lobdell a crtao Alan Davis. Nakon tri broja kao pisac je došao Chris Claremont. Kasnije je Mark Waid postao pisac tog naslova.
Naslov se vratio na izvorno numeriranje brojem #500, vol.2 (Heroes Reborn), #1-13 i vol. 3, #1-70 su smatrani brojevima #417-499.
U veljači 2004. Marvel je pokrenuo nsalov Ultimate Fantastic Four, inačicu grupe u paralelnom svemiru "Ultimate Marvel".
U trvanju 2004. pokrenut je naslov Marvel Knights 4, čija se radnja odvija i glavnom Marvelovom svemiru Zemlja-616, uz radnju glavnog serijala.
Ostali naslovi koji su izdavani ukljućuju Giant-Size Fantastic Four iz 1970-ih, i Fantastic Four Unlimited iz 1990-ih. Uz njih su izdavane i brojne serije s ograničenim brojem brojeva.

### Solo pojavljivanja

#### Ljudska buktinja
Johnny Storm pojavljivao se u samostalnoj seriji ranog srebrnog doba s početkom u naslovu  Strange Tales #101 (1962.).
U tom je naslovu Johnny živio sa svojom starijom sestrom Sue u izmišljenom mjestu Glenview, Long Island, New York, gdje je nastavio polaziti srednju školu i, s maledenačkom naivnišću, pokušavao održavati "tajni identitet". (u Strange Tales #106 (Ožujak 1963), Johnny je otkrio da su njegovi prijatelji i susjedi cijelo vrijeme znali za njegov dvostruki život iz vijesti o Fantastičnoj četvorci). U sporednoj postavi stripa bili su Johnnyjeva djevojka Doris Evans, koja je obično ostajala sama dok je Johnny odlazio u bitku s negativcima. (Ponovno je viđena u 1970-ima u naslovu Fantastic Four, nakon što je postala odeblja, ali vesela majka i supruga.). 
"The Human Torch" naslov dijelio je strip Strange Tales s naslovom "Doctor Strange" tijekom izlaženja, sve dok nije završio u broju  #134 (srpanj.1965), u sljedećem broju ga je zamijenio naslov  "Nick Fury, Agent of S.H.I.E.L.D.".
Dsetljećima kasnije solo naslov Human Torch doživio je 12 brojeva. Nakon njega slijedio je Spider-Man/Human Torch (Ožujak-srpanj 2005) od 5 brojeva.

#### Stvar
Pojavljivaio se u naslovu Marvel Two-in-One, gdje se udruživao s junacima Marvelovih stripova ne samo iz svog razdoblja nego i prošlosti i paralelnih svemira. Naslov je doživio 100 brojeva a izlazio je od siječnja 1974. do lipnja 1983. izdano je i 7 annuala (poseban broj koji izlazi jednom godišnje, obično ima više stranica od regularnih izdanja). Odmah nakon kraja tog naslova izlazio je solo naslov The Thing #1-36  (srpanj 1983-svibanj 1986). Još je jedan solo naslov također pod imenom The Thing, izlazio samo 8 brojeva (siječanj-kolovoz 2006).

### Strip unutar stripa
Broj #10 (siječanj 1963) posatvio je koncept da Fantastična četvorka (pa time i cijeli Marvelov svemir) postoji na istome svijetu kao i Marvel Comics. Objašnjeno je da su članovi grupe dali dopuštenje Marvelu da koriste njihove likove i imena te prava da prilagode njihove "stvarne" pustolovine. U tom broju sam Docotor Doom dolazi u Marvel. 
Sljedeći je broj potvrdio ieju o "superjunacima iz stvarnog svijeta" prikazujući fantastičnu četvorku u običnoj odjeći kako šeću do kioska da bi kupili najnoviji strip. To je bila prva (The vidit from the Fantastic Four) od dvije priče u broju #11 (veljača 1963). 
Druga je priča predstavila vragolastog Impossible Mana, koji je upao u urede Marvela i zahtijevao vlastiti strip.
Ovaj je koncept ponovno iskorišten u broju  #262 (siječanj 1984), u kojem pisac-crtač John Byrne upitan od strane urednika Michael Higgins za najnoviji broj odgovara,da ne može doći u kontakt s fantastičnom četvorkom pa će morati nešto izmisliti. U tome ga trenutku Watcher odvodi do Fantastične četvorke gdje i sam sudjeluje u njihovoj novoj pustolovini.

## Povijest likova
Fantastična četvorka dobila je moći nakon što je pokusni let u svemir koji je isplanirao znantvenik Reed Richards, prošao kroz oluju kozmičkih zraka. Nakon što su se srušili na zemlju, članovi posade bili su transformirani i imali čudne nove sposobnosti.
Richards, koji je uzeo ime Mr. Fantastic, je sada mogao rastezati svoje tijelo, njegova zaručnica Susan Strom, dobila je sposobnost da postane nevidljiva i nazvana je Invisible Girl (kasnije Invisible Woman.  Kasnije je razvila sposobnost projiciranja nevidljivih barijera, predmeta, kao i sposobnost da učini druge predmete nevidljivima. Njen mlađi brat Johnny Storm, dobio je sposobnost kontroliranje vatre koja izbija iz njegova tijela, tu sposobnost može koristiti i kako bi letio. I konačno, pilot Ben Grimm bio je pretvoren u čudovišnog, naračastog humanoida s kožom prekrivenom pločama/ljuskama a dobio je nevjerojatnu snagu i izdržljivost. Budući da je bio prepun gnjeva, gađenja prema samom sebi i samosažaljenja, nazvao je samog sebe Thing, kako ga je Susan iz straha nazvala kada ga je prvi puta vidjela promijenjenog.
Ta su četiri lika modelirani prema četiri klasična elemnta zemlja (Thing), vatra (Human Torch), vjetar (Invisible Girl) i voda (Mr. Fantastic). 
Ta grupa pustolova koristi svoje moći da bi štitila čovječansvto, Zemlju i svemir od brojnih prijetnji. Povođena uglavnom nezasitnom znatiželjnošću Reeda Richardsa, grupa je istraživala svemir, Negativnu zonu, Mircorverse (svijet na mikroskopskoj razini s vlastitom civilizacijom) i gotovo svaku skrivenu dolinu, dimenziju i izgubljenu civilizaciju.  
Imali su mnoga sjedišta, najpoznatije je bilo zgrada Baxter u New Yorku. Zgradu Baxter zamijenio je kompleks Four Freedoms Plaza, nakon što je zgrada uništena od strane Kristoffa Vernarda, posvojenog sina Doctora Doona. Dok 4, skladište u New Yorkškoj luci, bilo je privremeno sjedište četvorke dok je Four Freedoms Plaza bila predviđena za rušenje. Sredinom 2000-tih korištena je verzija zgrade Baxter koja je kao satelit kružila u orbiti oko Zemlje.
Stripovi su uglavnom naglašavali da je Fantastična četvorka, za razliku od većine ostalih grupa superjunaka, stvarno obitelj. Tri od četiri člana su rodbinski povezani, samo je Thing iznimka. Iako im nije u rodu Thing je kum Franklina Richardsa, a njegov je odnos s Johnnyjem i Reedom bratski. U stripu se pojavljuju u djeca Reeda i Susan Franklin Richards i Valeria Richards. 

## Likovi

### Junaci
- Mr. Fantastic - Reed Richards
- Stvar  - Benjamin Jacob "Ben" Grimm
- Nevidljiva žena - Susan Richards (djevojačko prezime Storm)
- Ljudska buktinja - Jonathan Lowell Spencer "Johnny" Storm

### Privremeni članovi grupe
- Medusa Pripadnica rase Inhumans koja je bila zamjena za Susan dok su ona i Reed imali bračnih problema.
- Crystal Pripadnica rase Inhumans i tadašnja djevojka Johnnyja Storma koja je morala otići zbog alergije na onečišćenje.
- Luke Cage (Power Man) Zamjena za Thinga tijekom njegovog kraćeg izbivanja.
- Nova mutant Frankie Raye.  Kasnije je postala Galactusov glasnik.
- She-Hulk Jennifer Walters, sestrična Brucea Bannera, Hulka, koja je bila zamjena za Thinga.
- Ms. Marvel Bivša profesionalna hrvačica Sharon Ventura koja je dobila moći i izgled sličan Thingu.
- Lyja Pripadnica svemirske rase Skrull na tajnom zadatku kojom se Johnny Storm vjenčao vjerujući da je onda zapravo Alicia Masters.
- Ant Man II Scott Lang, reformirani lopov koji koristi čestice za smanjivanje koje je razvio Henry Pym. Nakratko se pridružio grupi kada se mislilo da je Reed Richards mrtav. Trenutno mrtav
- Kristoff štićenik Doktora Dooma, kojemu je mozak isparn kako bi se ponašao kao sam Doom. Privlačila ga je Kći Ant-Mana, a pridružio se grupi pri kraju prvog sveska (vol 1).
- Hulk, Spider-Man, Wolverine i Ghost Rider bili su zamjene za sve članove grupe u Fantastic Four #347 (prosinac 1990), 348 (siječanj 1991), i 349 (veljača 1991), u priči koju je napisao Walter Simonson, a nacrtao Art Adams, u kojoj su se zvali "The New Fantastic Four" (Nova Fantastična četvorka).  U alternativnoj stvarnosti Ages of Apocalypse, ostali u tim ulogama trajno.

### Saveznici/Sporedni likovi
| - Alicia Masters - Black Panther - Daredevil - Franklin Richards (sin) - Inhumansi - Black Bolt - Crystal (Bivši član FF-a) - Medusa (Bivši član FF-a) - Gorgon - Karnak - Triton - Lockjaw - Namor the Sub-Mariner |  | - New Avengersi - Kapetan Amerika - Iron Man - Luke Cage - Spider-Man - Jessica Drew - Sentry - Wolverine - Srebrni letač (Silver Surfer) - Valeria Richards (kćer) - Willie Lumpkin poštar - Wyatt Wingfoot - Uatu The Watcher |

### Protivnici
| - Air-Walker - Annihilus - Blastaar - Crucible - Devos the Devastator - Diablo - Doctor Doom - Doctor Sun - Dragon Man - Eliminator - Fearsome Foursome - Frightful Four - Galactus |  | - Hate-Monger - Hydro-Man - Hyperstorm - Impossible Man - Kang the Conqueror/Rama-Tut/Immortus - Klaw - Mad Thinker - Maximus the Mad - Mephisto - Mole Man - Molecule Man - Overmind - Power Skrull |  | - Psycho-Man - Puppet Master - Ronan the Accuser - Red Ghost - Salem's Seven - The Sandman - Skrulls - Super-Skrull - Terrax - Thanos - Thundra - Trapster - Wizard |

## Fusnote
1. ↑  Uslan je u pismu objavljenom u Alter Ego #43 (prosinac 2004.), str. 43-44, napisao:  »Irwin je rekao kako nikada nije igrao golf s Goodmanom, što znači da je priča neistinita. Čuo sam tu priču nekoliko puta od Sola Harrisona i Jacka Adlera iz DC-a ... koji su radili za DC ljetima tijekom našeg fakultetskog obrazovanja.... Kako sam ja čuo tu priču od Sola, Goodman je igrao s jednim od glavnih ljudi tvrtke Independent News, a ne DC Comics (iako je tvrka Independent News bila u vlasništvu DC-a). ... Budući da je bio distributer DC-evih stripova taj je čovjek zasigurno znao sve podatke o prodaji i bio je u najboljem položaju da sve to kaže Goodmanu ... Naravno Goodman bi htio igrati golf s njim da bi mu ostao na dobroj strani ... Sol je desetljećima usko surađivao s vrhom tvrtke Independent News pa zato vjerujem da je njegova priča došla iz samog izvora.«
2. ↑  Lee, Stan, Origins of Marvel Comics (Simon and Schuster/Fireside Books, 1974) str. 16.
3. ↑  Ibid.
4. ↑  Ibid., str. 17

## Vanjske poveznice
- MDP: Fantastic Four
- Factors of Fantastic Four Captivation  Arhivirana inačica izvorne stranice od 18. kolovoza 2006. (Wayback Machine)
- DMOZ - Open source directory listing for The Fantastic Four  Arhivirana inačica izvorne stranice od 3. studenoga 2005. (Wayback Machine)
- - Popis marvelovih likova i grupa sa statistikama